# 穆罕默德·贝洛

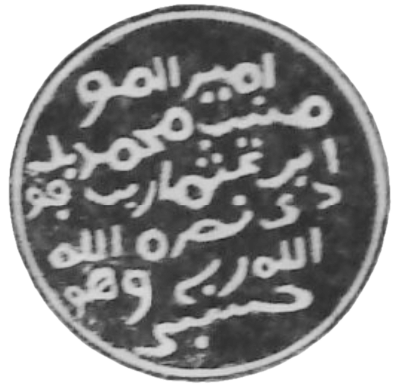
穆罕默德·贝洛的印记

穆罕默德·贝洛（阿拉伯语：محمد بلو ابن عثمان ابن فودي，Muhammad Bello，1781年11月3日—1837年10月25日)，西非索科托哈里发国第二任哈里发。年轻时即参加其父奥斯曼·丹·福迪奥发动的“圣战”，在其执政期间，调和豪萨族和富尔贝族之间的紧张关系，压制各部落反抗，保持了哈里发国的稳定。对内制订伊斯兰法典，强调各族都应接受同等教育和公正的审判。

## 生平
穆罕默德·贝洛是奥斯曼·丹·福迪奥第四位妻子所生，他自幼和兄弟姐妹们一样由父親親自教育，直到1802年被戈比尔国驱逐。1804年贝洛参加福迪奥发动的“圣战”任军队指挥官，1809年他被委以在索科托建立军事要塞的重任。1815年起福迪奥逐渐将索科托哈里发国中东部地区的统治权转移给贝洛，而由弟弟阿卜杜拉·丹·福迪奥统治西部地区。1817年福迪奥在索科托去世，阿卜杜拉·丹·福迪奥前往索科托奔丧，却见到城市大门禁闭。阿卜杜拉和贝洛的关系直到1820年左右，贝洛出人意料地出兵帮助平定反对阿卜杜拉的叛乱才恢复。
平定内部叛乱之后，贝洛对豪萨人采取怀柔政策，力图建立公正的审判制度，并强调男女都可以接受教育，他的妹妹Nana Asmaʼu协助他作了大量的工作。
1824年英国人休·克莱伯顿访问了贝洛的宫廷，钦佩贝洛的博学和智慧。1828年克莱伯顿第二次来到索科托，但因为索科托和博尔努国的战争，贝洛禁止克莱伯顿出境，几个月后克莱伯顿因疟疾去世。图库洛尔族的哈迪·乌玛·塔尔（后来创建了图库洛尔帝国）1830年从麦加朝觐归来后也在索科托哈里发国逗留数年，与贝洛的女儿成婚，并向他学习治国、军政知识。
1836年戈比尔地区发生叛乱，贝洛组织军队在加瓦库奇战役中战胜叛军，保持了索科托哈里发国的稳定。穆罕默德·贝洛还著有大量著作，其中的《The Wages of the Fortunate》被视作富加尼战争和索科托哈里发国立国历程的详细记录。